# Kramsach
Kramsach is een gemeente in de Oostenrijkse deelstaat Tirol, en maakt deel uit van het district Kufstein.

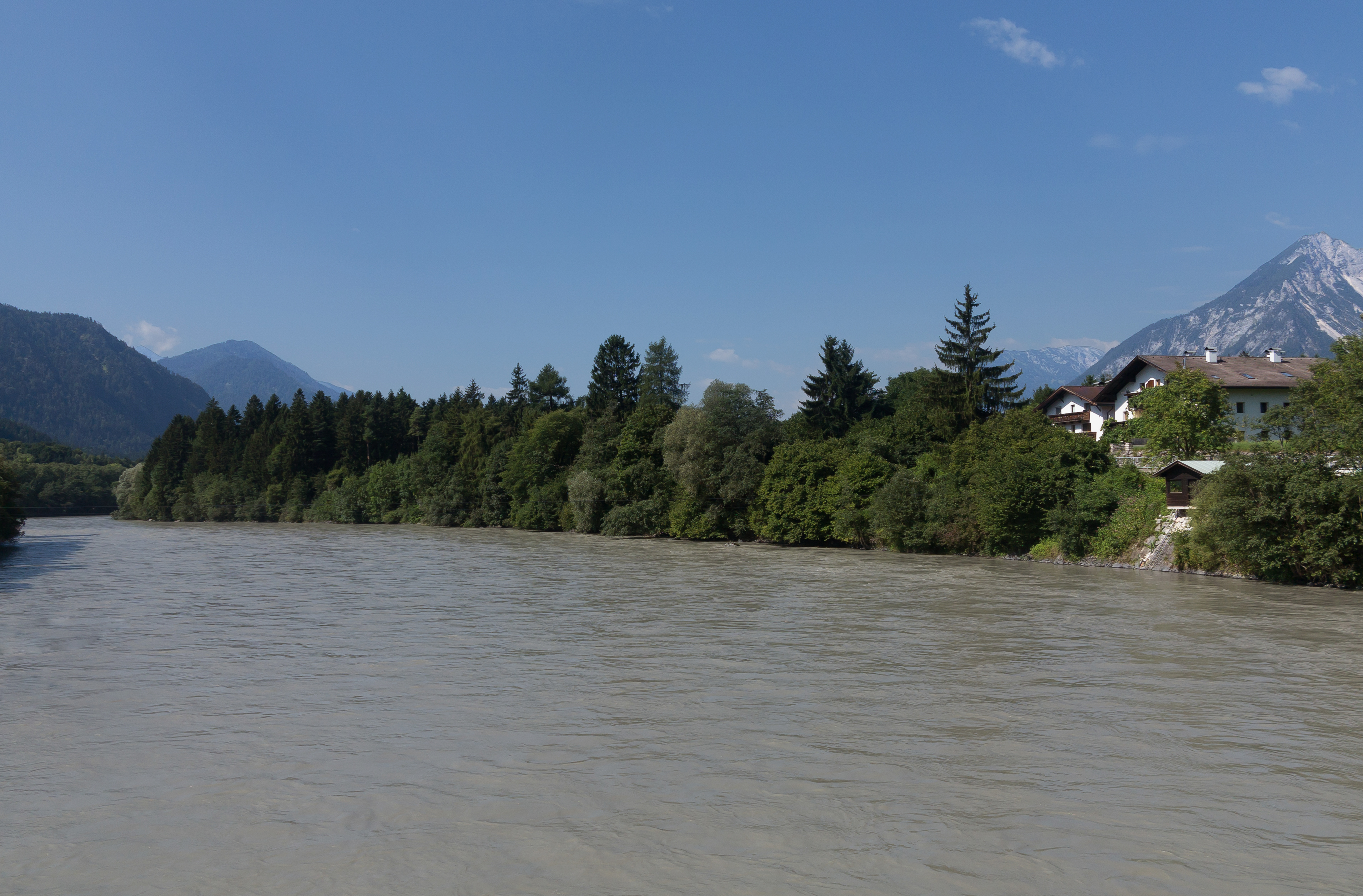
De Inn bij Kramsach

Kramsach telt 4530 inwoners.
Alpbach · Angath · Angerberg · Bad Häring · Brandenberg · Breitenbach am Inn · Brixlegg · Ebbs · Ellmau · Erl · Kirchbichl · Kramsach · Kufstein · Kundl · Langkampfen · Mariastein · Münster · Niederndorf · Niederndorferberg · Radfeld · Rattenberg · Reith im Alpbachtal · Rettenschöss · Scheffau am Wilden Kaiser · Schwoich · Söll · Thiersee · Walchsee · Wildschönau · Wörgl
- Gemeinsame Normdatei: 4032760-7
- Virtual International Authority File: 143323675